# As It Was
Singles de Harry Styles
Treat People with Kindness
(2021) Late Night Talking
(2022)
As It Was est une chanson du chanteur anglais Harry Styles sortie le 1er avril 2022 sous les labels Erskine et Columbia Records, en tant que premier single de son troisième album Harry's House.
Véritable succès planétaire, la chanson se classe n°1 dans 35 pays dont la France ; et dépasse le milliard d'écoutes sur Spotify en août 2022, soit moins de 5 mois après sa sortie.

## Clip
Le clip de As It Was sort en même temps que le single, le 20 mai 2022. Il est réalisé par Tanu Muino (en) qui considère qu'avoir travaillé avec Harry Styles est « un rêve devenu réalité ». Accompagné de la danseuse Mathilde Lin, Harry Styles danse pour laisser s'échapper les émotions négatives. Le clip est tourné au Barbican Centre, au Lindley Hall (en) près du Palais de Westminster mais également dans une cage de pingouins du Zoo de Londres.

## Performance
As It Was est un succès en devenant la chanson d'un artiste masculin la plus écoutée sur Spotify en 24 h et entre dans le Livre Guinness des records. C’est le premier single du chanteur à atteindre la première place des UK Singles Chart en réalisant la meilleure première semaine pour un single en 2022 puis passe 10 semaines à la première place, la meilleure performance de l'année. Aux États-Unis, As It Was devient son deuxième single à atteindre la première place du Billboard Hot 100 après Watermelon Sugar en 2019 et passe 15 semaines à la première place, une première pour un artiste britannique ainsi que pour une chanson sans featuring. Le single réalise également la 4e meilleure performance du classement. Il passe également 18 semaines à la première place du Canadian Hot 100 et prend la première place de classements hebdomadaires dans plusieurs pays.
Le single bat les records, sur la plateforme musicale Spotify, devenant la chanson la plus écoutée aux États-Unis avec environ 8,3 millions d'écoutes en une seule journée,.

## Classements hebdomadaires
| Classement (2022)                       | Meilleure position |
| --------------------------------------- | ------------------ |
| Allemagne (GfK Entertainment)           | 1                  |
| Australie (ARIA)                        | 1                  |
| Autriche (Ö3 Austria Top 40)            | 1                  |
| Belgique (Flandre Ultratop 50 Singles)  | 1                  |
| Belgique (Wallonie Ultratop 50 Singles) | 1                  |
| Canada (Canadian Hot 100)               | 1                  |
| Danemark (Tracklisten)                  | 1                  |
| Espagne (PROMUSICAE)                    | 10                 |
| États-Unis (Adult Top 40)               | 1                  |
| États-Unis (Billboard Hot 100)          | 1                  |
| États-Unis (Top 40 Mainstream)          | 1                  |
| Finlande (Suomen virallinen lista)      | 2                  |
| France (SNEP)                           | 1                  |
| Irlande (Irish Singles Chart)           | 1                  |
| Italie (FIMI)                           | 3                  |
| (Billboard Global 200)                  | 1                  |
| Norvège (VG-lista)                      | 2                  |
| Nouvelle-Zélande (RMNZ)                 | 1                  |
| Pays-Bas (Nederlandse Top 40)           | 1                  |
| Pays-Bas (Single Top 100)               | 1                  |
| Portugal (AFP)                          | 1                  |
| Royaume-Uni (UK Singles Chart)          | 1                  |
| Suède (Sverigetopplistan)               | 1                  |
| Suisse (Schweizer Hitparade)            | 1                  |

| Pays                                               | Certification | Ventes                         |
| -------------------------------------------------- | ------------- | ------------------------------ |
| Allemagne                                          | 3 × Or        | 600 000‡                       |
| Australie                                          | 11 × Platine  | 770 000‡                       |
| Autriche                                           | 2 × Platine   | 60 000‡                        |
| Brésil                                             | 3 × Diamant   | 480 000‡                       |
| Canada                                             | 8 × Platine   | 640 000‡                       |
| Danemark                                           | 2 × Platine   | 180 000‡                       |
| Espagne                                            | 5 × Platine   | 300 000‡                       |
| États-Unis                                         | 6 × Platine   | 6 000 000‡                     |
| France                                             | Diamant       | 50 000 000 (équivalent stream) |
| Grèce                                              | Diamant       | 10 000 000†                    |
| Italie                                             | 4 × Platine   | 400 000‡                       |
| Nouvelle-Zélande                                   | 5 × Platine   | 150 000‡                       |
| Portugal                                           | 8 × Platine   | 80 000‡                        |
| Royaume-Uni                                        | 4 × Platine   | 2 400 000‡                     |
| Suède                                              | 2 × Platine   | 16 000 000†                    |
| Suisse                                             | 4 × Platine   | 80 000‡                        |
| ‡ ventes + streaming combiné † streaming seulement |               |                                |

## Reprise
Arcade Fire reprend la chanson dès mai 2022 à l'occasion d´une session BBC.
Aucune autre reprise n'est connue